# Christiaan Varenhorst
Christiaan Varenhorst (Valthermond, 6 de mayo de 1990) es un deportista neerlandés que compite en voleibol, en la modalidad de playa.
Ganó una medalla de plata en el Campeonato Mundial de Vóley Playa de 2015 y una medalla de bronce en el Campeonato Europeo de Vóley Playa de 2015. Participó en los Río de Janeiro 2016, ocupando el quinto lugar en el torneo masculino.

## Palmarés internacional
| Campeonato Mundial | Campeonato Mundial     | Campeonato Mundial | Campeonato Mundial |
| Año                | Lugar                  | Medalla            | Pareja             |
| ------------------ | ---------------------- | ------------------ | ------------------ |
| 2015               | La Haya (Países Bajos) | Medalla de plata   | Reinder Nummerdor  |
| Campeonato Europeo |                        |                    |                    |
| Año                | Lugar                  | Medalla            | Pareja             |
| 2015               | Klagenfurt (Austria)   | Medalla de bronce  | Reinder Nummerdor  |